# Gmina Bliżyn
Die Gmina Bliżyn ist eine Landgemeinde im Powiat Skarżyski der Woiwodschaft Heiligkreuz in Polen. Ihr Sitz ist das gleichnamige Dorf mit etwa 2000 Einwohnern.

## Gliederung
Zur Landgemeinde (gmina wiejska) Bliżyn gehören folgende Dörfer mit einem Schulzenamt:
Bliżyn
Brzeście
Bugaj
Drożdżów
Gilów
Gostków
Górki
Jastrzębia
Kopcie
Kucębów
Mroczków
Mroczków-Kamionka
Mroczków-Kapturów
Nowki
Nowy Odrowążek
Odrowążek
Pięty
Płaczków
Rędocin
Sobótka
Sołtyków
Sorbin
Ubyszów
Wojtyniów
Wołów
Zagórze
Zbrojów
Weitere Ortschaften der Gemeinde sind Klonina, Rosochy und Świnia Góra.

## Verkehr
Der Bahnhof Bliżyn liegt an der hier nur noch im Güterverkehr betriebenen Bahnstrecke Łódź–Dębica.